# オオヒョウタンボク
オオヒョウタンボク（大瓢箪木、学名： Lonicera tschonoskii Maxim.）は、スイカズラ科スイカズラ属に分類される落葉低木の1種。

## 特徴
株立ち状の樹形で、樹高は1-2 mで、髄は中実。よく枝分れし、枝は灰茶色で、若枝は無毛、鈍い稜がありやや四角い。葉は対生し、長さ4-10 cm、幅2-5 cmの倒卵形-長楕円形、ふちは全縁で、両端が短く尖り最大幅は中央-先寄り。葉柄は2-6 mm、無毛か時に毛が散生する。葉には毛が無いか少なく、葉脈はしわ状に見え、表面は凹み、裏面でやや突出する。本年枝の中部の葉腋から4-5 cmの花柄を伸し、先端に白色の2個の花を付ける。花期は7-8月。花冠は1.5 cmほどの長さで花筒の基部は膨らみ、上部が2裂して唇形になり、上唇はさらに浅く4裂し、下唇は線形。花冠の内面、花糸と花柱に細毛が密生する。液果は直径約8 mmの球形で、2個はなかばで合着し、9月に赤く熟す。果実は有毒とされ、多食すると死亡する可能性もある。和名は、ヒョウタンボクことキンギンボク（同じく実がヒョウタンのように見える種）よりも葉が大きいことに由来する。学名はロシアの植物学者のマキシモヴィッチ（Maxim.）が植物採集に協力してくれた須川長之助への献名として命名した。

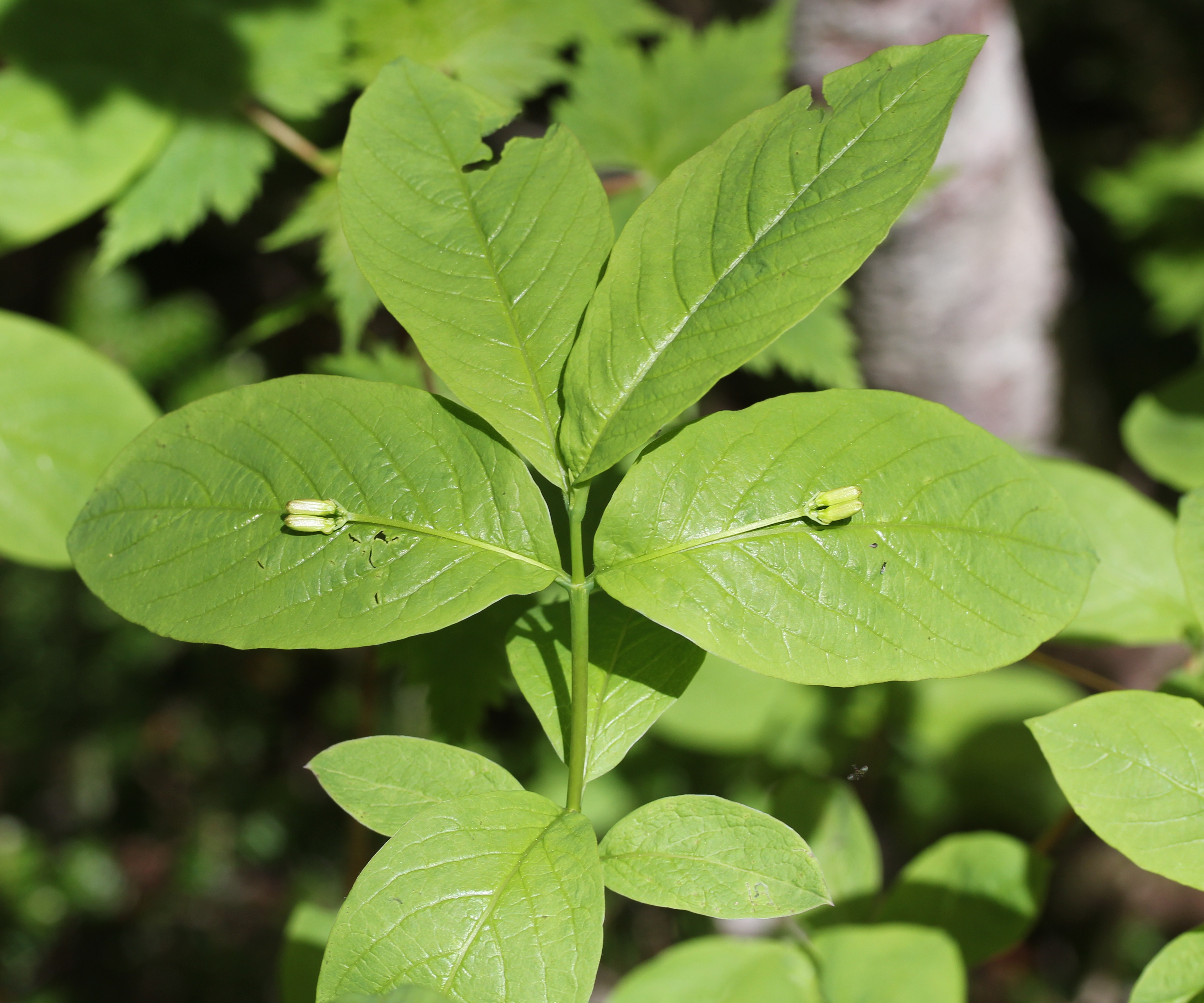
対生する葉と蕾
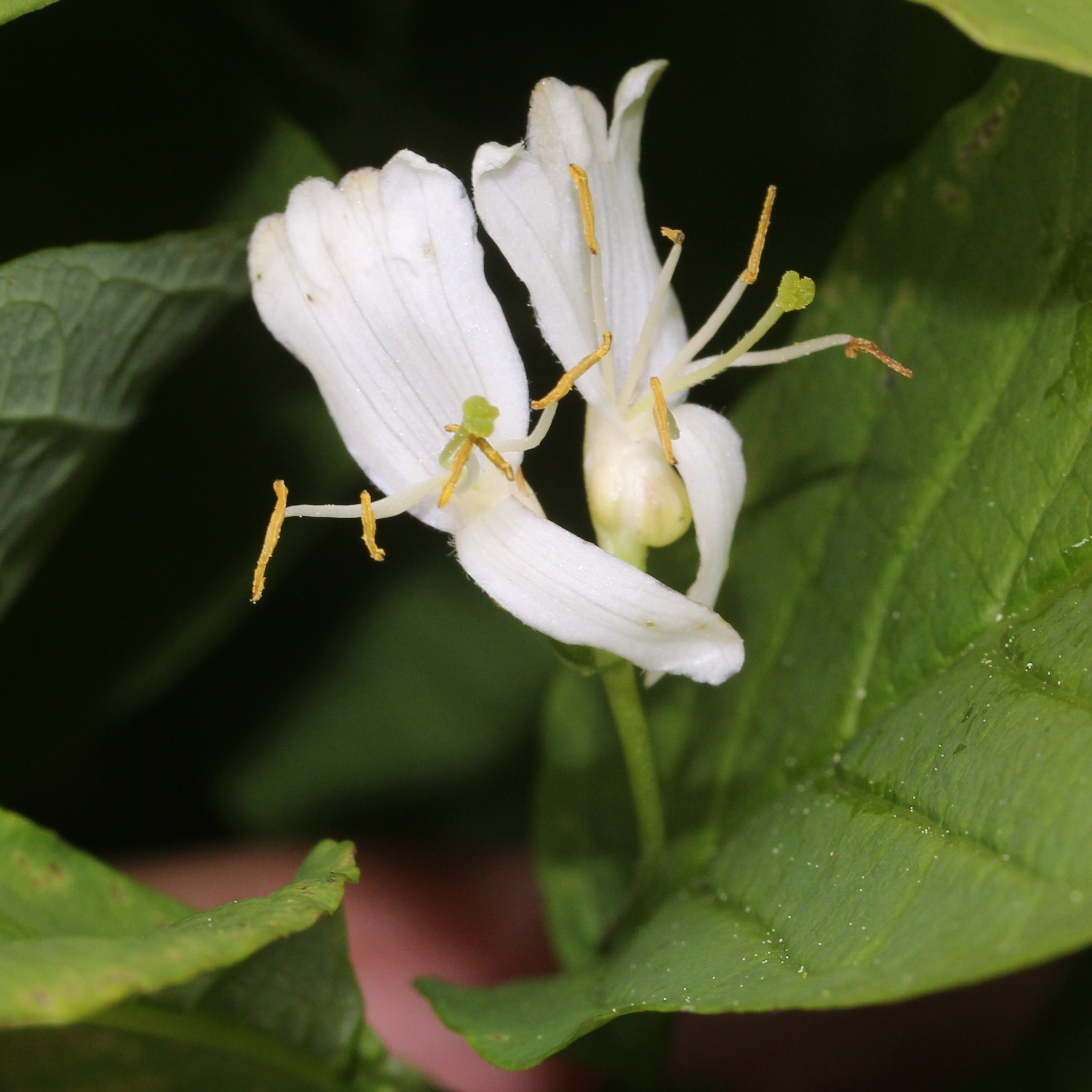
花冠は上部が2裂して唇形になり、上唇はさらに浅く4裂し
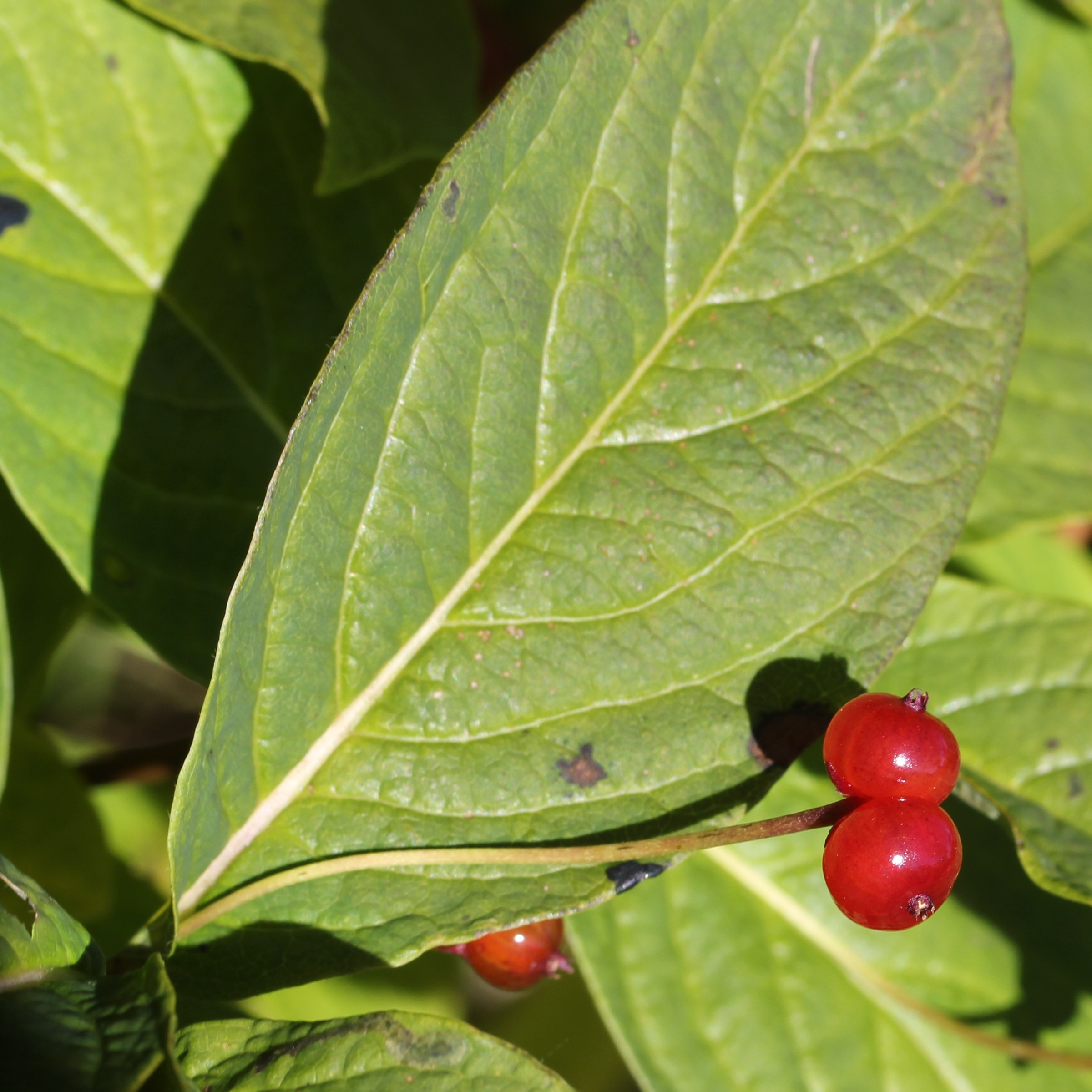
葉腋から花柄を伸ばし、なかばで合着した2個の赤く熟した果実

## 分布

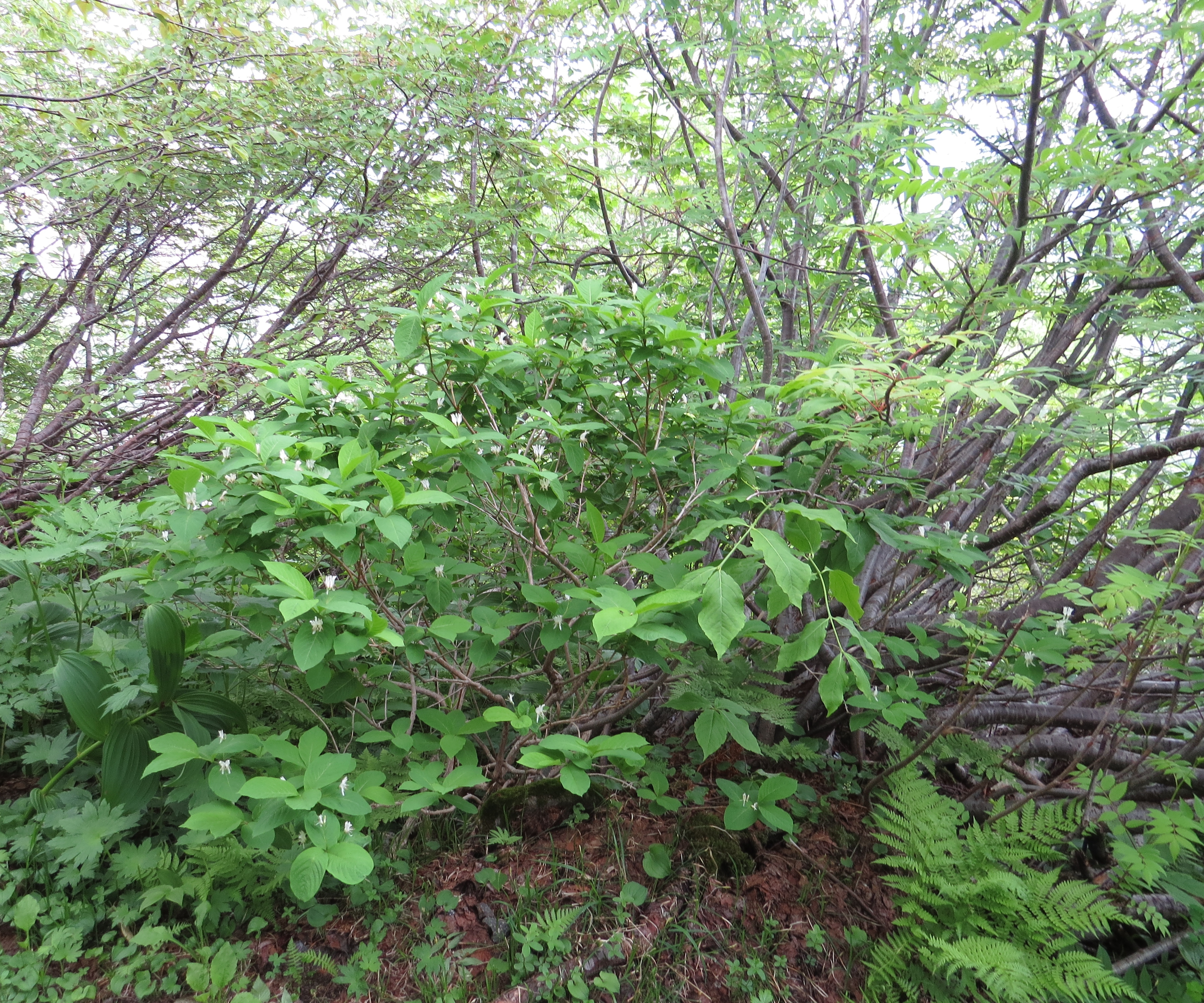
亜高山帯の林縁に生育するオオヒョウタンボク、白山（岐阜県白川村にて）

日本の固有種で、本州（関東地方北部と中部地方）の亜高山帯から高山帯にかけてやや稀に分布する。森林限界付近の低木林内や林縁に生育し、残雪の近くで見られることが多い。石川県では白山周辺部のみに分布する。基準標本は日光のもの。

## 種の保全状況評価
山梨県で、レッドリストの絶滅危惧種IB類（EN）の指定を受けている。新潟県では、地域個体群（LP）の指定を受けている。国レベルの環境省によるレッドリストの指定はない。
環境省により、上信越高原国立公園・中部山岳国立公園・八ヶ岳中信高原国定公園などで自然公園指定植物の対象とされている。

## 近縁種
- チシマヒョウタンボク（千島瓢箪木、学名：Lonicera chamissoi）

北海道と本州の中部地方以北に亜高山帯-高山帯に生える落葉低木。国外では北東アジアに分布し、基準標本はサハリンのもの。別名がクロバナヒョウタンボク。

## 脚注

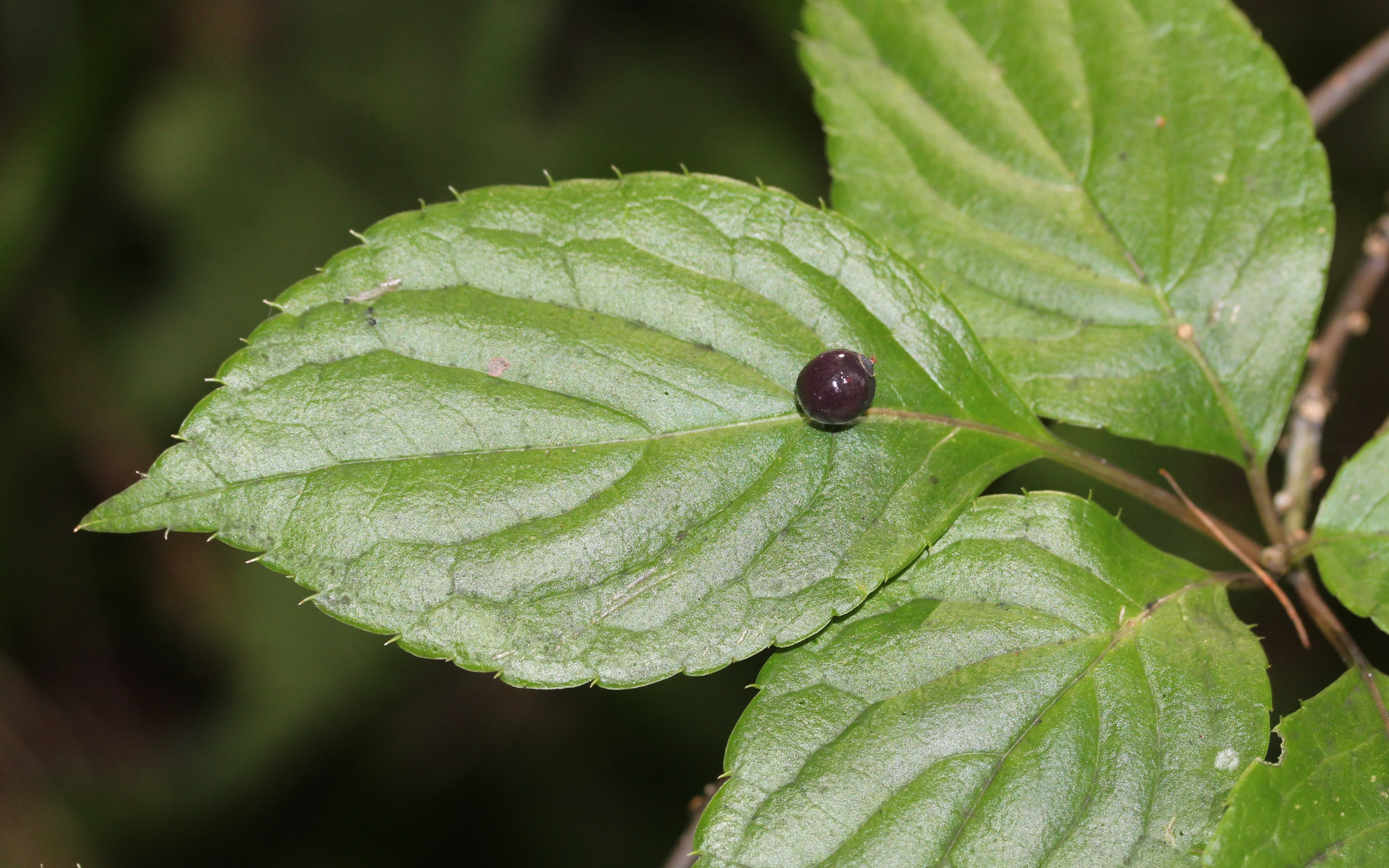
葉の主脈に実や花を付けるハナイカダ